# Larry Bluth
Larry Bluth (* 1940 oder 1941; † 26. August 2020) war ein US-amerikanischer Jazzmusiker (Piano, auch Komposition), der stilistisch von Lennie Tristano beeinflusst war.
Bluth war Schüler von Sal Mosca. Unter eigenem Namen spielte er in den 1990er-Jahren drei Alben für Zinnia Records ein, begleitet von Don Messina (Bass) bzw. Bill Chattin (Schlagzeug), Live at Orfeo (entstanden 1991/92), Four Concerts and a Landscape (1993–95) und Formations (1996–98). Neben Eigenkompositionen interpretierte er darauf Standards wie Everything Happens to Me, I’ll Remember April, There Will Never Be Another You, She’s Funny That Way, I Never Knew, All of Me und Moonlight in Vermont. In späteren Jahren beschäftigte er sich mit Jazz & Lyrik-Projekten, als er am Piano die Rezitation der Gedichte von Langston Hughes begleitete.